# Associazione Calcio Treviso 1954-1955
Questa voce raccoglie le informazioni riguardanti l''Associazione Calcio Treviso nelle competizioni ufficiali della stagione 1954-1955.

## Stagione
L'A.C. Treviso nella stagione 1954-1955 ha partecipato al campionato di Serie B e, classificandosi al 17º posto con 27 punti, viene retrocessa in Serie C assieme al Pavia.

## Maglia
| Casa |

## Rosa
| N. |                    | Ruolo | Calciatore                    |
| -- | ------------------ | ----- | ----------------------------- |
|    | Italia (bandiera)  | P     | Mario Dario Giuliano Barluzzi |
|    | Italia (bandiera)  | P     | Emilio Pozzan                 |
|    | Italia (bandiera)  | D     | Lorenzo De Negri              |
|    | Italia (bandiera)  | D     | Narciso Donzelli              |
|    | Italia (bandiera)  | D     | Luigi Gorlani                 |
|    | Italia (bandiera)  | D     | Giobatta Odone                |
|    | Italia (bandiera)  | D     | Sergio Realini                |
|    | Italia (bandiera)  | C     | Oliviero Belcastro            |
|    | Croazia (bandiera) | C     | Ottorino Paulinich            |
|    | Italia (bandiera)  | C     | Dino Pavanello                |

| N. |                   | Ruolo | Calciatore              |
| -- | ----------------- | ----- | ----------------------- |
|    | Italia (bandiera) | C     | Giovanni Sperotto       |
|    | Italia (bandiera) | C     | Lionello Tulissi        |
|    | Italia (bandiera) | A     | Carlo Avedano           |
|    | Italia (bandiera) | A     | Giuseppe Dozzo          |
|    | Italia (bandiera) | A     | Giuseppe Giordano Persi |
|    | Italia (bandiera) | A     | Gianfranco Petris       |
|    | Italia (bandiera) | A     | Renzo Saran             |
|    | Italia (bandiera) | A     | Ermes Tonzar            |
|    | Italia (bandiera) | A     | Livio Zanolla           |

## Risultati

### Serie B

#### Girone di andata
| 19 settembre 1954 1ª giornata | Verona | 1 – 0 | Treviso |  |

| 8 novembre 1959 2ª giornata | Treviso | 0 – 0 | Como |  |

| 3 ottobre 1954 3ª giornata | Cagliari | 2 – 0 | Treviso |  |

| 10 ottobre 1954 4ª giornata | Treviso | 2 – 1 | Palermo |  |

| 17 ottobre 1954 5ª giornata | Treviso | 2 – 0 | Salernitana |  |

| 24 ottobre 1954 6ª giornata | Monza | 1 – 1 | Treviso |  |

| 31 ottobre 1954 7ª giornata | Lanerossi Vicenza | 1 – 2 | Treviso |  |

| 7 novembre 1954 8ª giornata | Treviso | 1 – 0 | Pavia |  |

| 14 novembre 1954 9ª giornata | Alessandria | 0 – 1 | Treviso |  |

| 21 novembre 1954 10ª giornata | Treviso | 0 – 1 | Marzotto Valdagno |  |

| 12 dicembre 1954 11ª giornata | Messina | 2 – 2 | Treviso |  |

| 19 dicembre 1954 12ª giornata | Arsenaltaranto | 1 – 0 | Treviso |  |

| 26 dicembre 1954 13ª giornata | Treviso | 1 – 1 | Parma |  |

| 14 ottobre 1945 14ª giornata | Treviso | 1 – 1 | Legnano |  |

| 9 gennaio 1955 15ª giornata | Padova | 3 – 0 | Treviso |  |

| 23 gennaio 1955 16ª giornata | Modena | 3 – 1 | Treviso |  |

| 30 gennaio 1955 17ª giornata | Treviso | 1 – 2 | Brescia |  |

#### Girone di ritorno
| 6 febbraio 1955 18ª giornata | Treviso | 1 – 1 | Verona |  |

| 13 febbraio 1955 19ª giornata | Como | 2 – 1 | Treviso |  |

| 20 febbraio 1955 20ª giornata | Treviso | 0 – 1 | Cagliari |  |

| 27 febbraio 1955 21ª giornata | Palermo | 0 – 0 | Treviso |  |

| 6 marzo 1955 22ª giornata | Salernitana | 2 – 2 | Treviso |  |

| 13 marzo 1955 23ª giornata | Treviso | 2 – 2 | Simmenthal-Monza |  |

| 20 marzo 1955 24ª giornata | Treviso | 0 – 2 | Lanerossi Vicenza |  |

| 3 aprile 1955 25ª giornata | Pavia | 1 – 1 | Treviso |  |

| 10 aprile 1955 26ª giornata | Treviso | 2 – 0 | Alessandria |  |

| 17 aprile 1955 27ª giornata | Marzotto Valdagno | 2 – 2 | Treviso |  |

| 24 aprile 1955 28ª giornata | Treviso | 0 – 2 | Messina |  |

| 1º maggio 1955 29ª giornata | Treviso | 3 – 0 | Arsenaltaranto |  |

| 8 maggio 1955 30ª giornata | Parma | 1 – 1 | Treviso |  |

| 15 maggio 1955 31ª giornata | Legnano | 2 – 0 | Treviso |  |

| 22 maggio 1955 32ª giornata | Treviso | 0 – 3 | Padova |  |

| 5 giugno 1955 33ª giornata | Treviso | 1 – 1 | Modena |  |

| 12 giugno 1955 34ª giornata | Brescia | 3 – 1 | Treviso |  |

## Statistiche

### Statistiche di squadra
| Competizione | Punti | In casa | In casa | In casa | In casa | In casa | In casa | In trasferta | In trasferta | In trasferta | In trasferta | In trasferta | In trasferta | Totale | Totale | Totale | Totale | Totale | Totale | DR  |
| Competizione | Punti | G       | V       | N       | P       | Gf      | Gs      | G            | V            | N            | P            | Gf           | Gs           | G      | V      | N      | P      | Gf     | Gs     | DR  |
| ------------ | ----- | ------- | ------- | ------- | ------- | ------- | ------- | ------------ | ------------ | ------------ | ------------ | ------------ | ------------ | ------ | ------ | ------ | ------ | ------ | ------ | --- |
| Serie B      | 27    | 17      | 5       | 6       | 6       | 17      | 18      | 17           | 2            | 7            | 8            | 15           | 27           | 34     | 7      | 13     | 14     | 32     | 45     | -13 |

### Statistiche dei giocatori
| Giocatore    | Serie B  | Serie B |
| Giocatore    | Presenze | Reti    |
| ------------ | -------- | ------- |
| C. Avedano   | 28       | 4       |
| M. Barluzzi  | 3        | -5      |
| O. Belcastro | 11       | 2       |
| L. De Negri  | 11       | 0       |
| N. Donzelli  | 29       | 0       |
| G. Dozzo     | 19       | 5       |
| L. Gorlani   | 17       | 0       |
| G. Odone     | 33       | 1       |
| O. Paulinich | 20       | 2       |
| D. Pavanello | 26       | 7       |
| G. Persi     | 34       | 5       |
| G. Petris    | 8        | 3       |
| E. Pozzan    | 31       | -40     |
| S. Realini   | 30       | 0       |
| R. Saran     | 4        | 0       |
| G. Sperotto  | 31       | 3       |
| E. Tonzar    | 3        | 0       |
| L. Tulissi   | 34       | 0       |
| L. Zanolla   | 2        | 0       |